# Rasa de Comadescales
La Rasa de Comadescales és un torrent afluent per l'esquerra de l'Aigua d'Ora el curs del qual transcorre íntegrament pel terme municipal de Navès.
És la vall feréstega que s'obre enfront i a llevant de Sant Pere de Graudescales, a l'altra banda del riu, entre la Muntanya de Taravil al sud i la Serra de l'Alzinosa al nord. S'inicia a la collada de la Timonosa i desguassa a l'Aigua d'Ora enfront de Sant Pere.

## Xarxa hidrogràfica
La xarxa hidrogràfica de la Rasa de Comadescales està integrada per un únic curs fluvial. La totalitat de la xarxa, per tant, suma una longitud de 1.306 m.